# Саузерн, Лорен
Лорен Шери Саузерн (англ. Lauren Cherie Southern; род. 16 июня 1995) — канадская ультраправая политическая активистка, видеоблогер, режиссёр документальных фильмов. Её часто включают в число альтернативных правых, но сама она отрицает это. В 2015 году Саузерн баллотировалась в качестве кандидата от Либертарианской партии на парламентских выборах в Канаде. Она работала на The Rebel Media до марта 2017 года. Саузерн работает самостоятельно и загружает видео на YouTube.
В 2017 году Саузерн поддерживала белую идентитаристскую группу Defend Europe, боровшуюся с неправительственными организациями, участвующими в поисково-спасательных работах в Средиземноморье. Она была задержана итальянской береговой службой за препятствование выходу корабля на спасательную операцию. В марте 2018 года её допросили в соответствии с британским Актом о терроризме и запретили въезд в Великобританию из-за её намерений во время мартовского визита.
В августе 2018 года городской совет новозеландского Окленда отменил бронь Саузерн и запретил ей пользоваться городскими площадками из опасений, что её выступления «разожгут этническую или религиозную напряжённость».